# Dagobert III
Dagobert III (699-715) va ser rei dels francs des del 711 fins a la seva mort cinc anys després.
Va néixer el 699, fill i hereu del rei Khildebert III i Edona. Va accedir al tron dels tres regnes francs d'Austràsia, Nèustria i Borgonya a la mort del seu pare, amb tan sols dotze anys. El poder real va quedar al majordom de palau Pipí d'Heristal.
El seu breu regnat va quedar marcat per les batalles internes per succeir a Pipí a la seva mort el 714, i pels esforços per subjugar els frisis a les fronteres del nord. Com a conseqüència d'aquests conflictes, parts del sud de la Gàl·lia es van independitzar del poder merovingi i passaren a mans de magnats locals que actuaven d'acord amb els seus propis interessos.